# Țechin

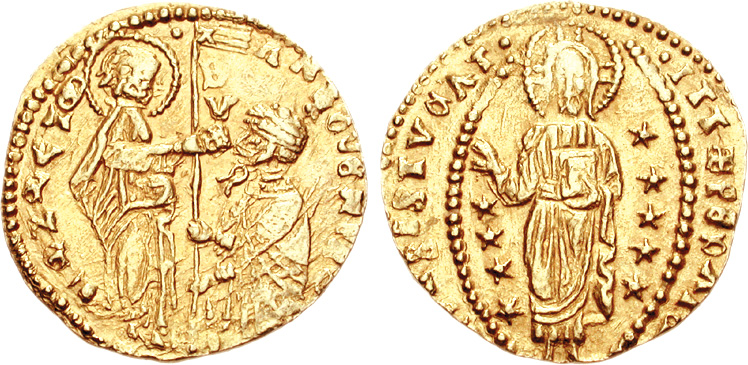
Țechin venețian din 1382; avers: circular, stânga: S[anctus] M[arcus] VENE[t]I[a]E retrograd; dreapta: [d]VX ANIO VENERO; în centru, Sf. Evanghelist Marcu, spre dreapta, înmânează dogelui Veneției (Antonio Venier), cu cravată (?) în formă de Ω sub bărbie, îngenuncheat, drapelul purtător al unei cruci; revers, Hristos, în picioare, înconjurat de nouă stele; circular: [s]IT T[ibi] [x]PE (Christe) DLT[us] Q[uem] [TV] [REG]IS IST[e] [d]VCAT[us]

Țechinul sau sechinul este o piesă monetară din aur, a cărei valoare era apreciată în livre, și a care avea curs în Levant, în Italia și în Țările Române.

## Etimologie
Primii țechini au fost bătuți la Veneția, la sfârșitul secolului al XIII-lea, sub numele de ducato (în română ducat). Casa de Monetărie a Veneției, Zecca, îi va bate până la sfârșitul Serenissimei. Zecca era situată în fața Palatului Dogilor și nu va fi desființată decât în 1870, de către Regatul Italiei. Țechinul din Veneția își trage numele de la cuvântul dialectal venețian zecchino, care, la rândul său, provine de la denumirea monetăriei, zecca.
În limba română, substantivul țechin este un împrumut din limba italiană: zecchino. Celălalt cuvânt din română, sechin (o formă mai rară) este un împrumut din franceză sequin, care provine din cuvântul dialectal venețian zecchino.
Cuvântul dialectal venețian italian zecca provine din arabă sekka, „matriță pentru bătut monede”.

## Descriere

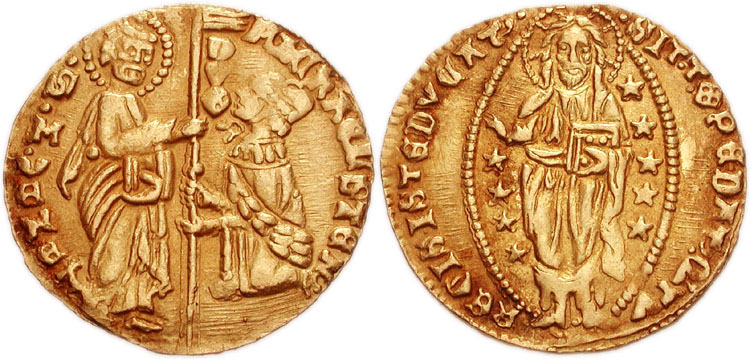
Țechin venețian; avers: Sf. Evanghelist Marcu înmânează dogelui Veneției îngenuncheat (Michele Steno) drapelul purtător al unei cruci; stânga: S(anctus) M(arcus) VENET[iae]; dreapta: MICAEL STEN; revers, circular: SIT T[ibi] XPE (Christe) DAT[us] Q[uem] T[u] REGIS ISTE DVCAT[us].

Pe aversul monedei, evanghelistul Marcu, patronul cetății, înmânează dogelui Veneției drapelul purtător al unei cruci; circular, în latină: S[anctus] M[arcus] VENET[iae], în română: „Sfântul Marcu al Veneției”. Pe revers, circular, figurează legenda, în limba latină: SIT T[ibi] XPE (Christe) DAT[us] Q[uem] T[u] REGIS ISTE DVCAT[us]:SIT T XPE DAT Q T REGIS ISTE DVCA, adică SIT TIBI, CHRISTE, DATUS QUEM TU REGIS, ISTE DUCATUS, în română: „Ție, Hristoase, îți este dat să stăpânești acest ducat.”
Țechinul s-a numit, mai întâi, ducat (în italiană ducato). Din 1283, era bătut în aur, după modelul florinilor din Florența: 3,60 g, din care 3,495 aur fin, având circa 20 mm diametru.

## Istorie
La Marsilia, s-a cerut aprobarea regelui Franței să se bată monedă, în aur, prin imitarea unor monede arabe și bizantine. Politică prea îndrăzneață, fără îndoială! Ludovic al VIII-lea nu și-a dat consimțământul.  Orașele din Toscana vor prelua ștafeta, Pisa în 1252, apoi Florența în anul următor, cu florinul său. Moneda florentină era destinată comerțului pe termen lung. Este atât de bine echilibrată și de adaptată în funcția sa încât va fi imitată peste tot!
La Veneția, baterea monedelor de aur este relativ târzie, probabil deoarece, mulțumită comerțului său exterior, societății venețiene nu-i lipsea numerarul și dispunea de instrumente de plată având curs în Orientul Mijlociu. Țechinul a fost o monedă de aur având aceeași greutate și același titlu ca și florinul florentin. A fost emis de Republica Veneția începând din anul 1284.
Ducatul din aur venețian își va schimba numele în țechin – fără să-și schimbe  forma – în mod oficial începând din timpul dogelui Francesco Venier (1554 – 1556). În acea perioadă, țechinul valora 7 lire și 12 soldi.
La începutul secolului al XVI-lea, Zecca lansează o monedă mare de argint de 23,4 g, cu titlul de 826‰, curând denumit ducato; va fi ducatul de argint, care va servi de bază sistemului monetar al Republicii Venețiene. 
Pe la 1770, țechinul de aur valorează 22 de livre, în timp ce ducatul de argint valorează 8 livre. Au fost emise și fracțiuni de jumătate și de o treime de țechin, precum și multipli de 2, 3, 10, 12 și 100 de țechini. 
Greutatea țechinului a variat între 3,559 grame și 3,494 grame, fiind din aur practic pur (titlul de 997 ‰).
Papa Benedict al XIII-lea a introdus acest termen pentru monede romane de aur, în 1728. 
Țechinul va supraviețui hazardurilor istoriei Republicii Veneției, chiar și după finele acestei republici (1797), întrucât va continua să fie emis aici de către autoritățile austriece, până în 1823, vulturul bicefal înlocuind vechiul motiv din secolul al XIII-lea: dogele îngenunchiat ținând flamura Sfântului Marcu.

## Alți țechini

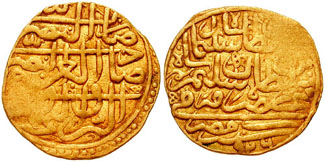
Țechin emis sub Suleiman Magnificul (20mm, 3.45 grame); monetăria din Constantinopol; datat în anul de la Hegira 926 (1520 AD); legendă în limba arabă.

În Italia au fost emise monede din aur cu această denumire, în diferite monetării, precum sunt cele de la Lucca (1572), de la Genova (1718), din Roma și din Bologna. Au fost emiși și în Toscana de către Carol Emanuel al III-lea al Sardiniei, de către Maria Terezia a Austriei pentru Lombardia.
Moneda a fost folosită și de Cavalerii de  Malta, precum și de alte state creștine din Mediterana Orientală.
Această monedă a fost introdusă și în Imperiul Otoman, pe la 1478.

## Țechinul în literatură
- Cinci țechini sunt monedele pe care Mangiafuoco i le-a dat lui Pinocchio, în cartea omonimă, Pinocchio, a lui Carlo Collodi și pe care pisica și vulpea i le-a furat lui Pinocchio.
- „Prințul Transilvaniei plătea 15 mii sechini [tribut către poartă].” In Nicolae Bălcescu, Românii supt Mihai-Voievod Viteazul (Autorul folosește o formă provenită din cuvântul din franceză sequin, „țechin”).[11]
- O mie de țechini i-a oferit Pașa beduinului Ben Ardun[12][13], ca preț pentru El Zorab[14], în poemul omonim al lui George Coșbuc, El Zorab.